# Нирнзее, Эрнст-Рихард Карлович
Эрнст-Рихард (Эрнест Ришард) Карлович Нирнзее (также Нирензее или Нирнзе; 31 марта 1873, Вязьма — 6 мая 1934, Варшава) — московский архитектор и предприниматель-домовладелец. Автор знаменитых «тучерезов», «домов Нирнзее» — первых «небоскрёбов» Москвы, перешагнувших отметку в 8 этажей.

## Биография
Биография Нирнзее мало изучена. Неизвестны и его достоверные фотографии. В полицейском деле 1909 года Э. К. Нирнзее описан следующим образом: «…лет 27—30, среднего роста, среднего телосложения, светлый блондин, лицо полное, брови светлые, нос обыкновенный, борода светлая буланже, усы средние, походка ровная, тип русский». По предположению В. А. Бессонова, Нирнзее может быть изображён на групповой фотографии 1913 г. «Участники автопробега Ярославль — Москва»
Из австрийского рода, переселившегося в Польшу; отец — Карл Анджей Нирнзее, мать — полька Марианна Людвика Стржижевская.
В 1898 году Эрнст Нирнзее приехал в Москву из Варшавы вместе со старшим братом Карлом. Карл открыл слесарно-механическое предприятие, а Эрнст, по образованию инженер-строитель, — строительную контору в собственном доме братьев в Курбатовском переулке. В 1900 году Эрнст Нирнзее окончил строительные курсы М. К. Приорова и в том же году получил разрешение Техническо-строительного комитета МВД на право производства работ по гражданской строительной и дорожной части. Подписывал работы как техник архитектуры. Не имея собственного стиля, приспосабливался к требованиям времени — сначала к эклектике, затем к модерну, неоклассицизму и неорусскому стилю. Дома Нирнзее построены в центральной части Москвы — районах Тверской и Тверских-Ямских улиц, на Земляному Валу; практически все постройки — доходные дома.
Наиболее известная постройка, собственно «Дом Нирнзее» в Большом Гнездниковском переулке, доминировала над Пушкинской площадью и Тверским бульваром. Все квартиры были малогабаритные, в первом этаже обитал театр-кабаре «Летучая мышь», а на крыше располагалось кафе и летний кинотеатр. Отделка несла черты и модерна, и рационализма будущих 1920-х годов. Керамические панно выполнил А. Я. Головин. Дворы «дома Нирнзее» в каком-то смысле предвосхитили конструктивизм, в то время как фасад относят к неоклассицизму.
Состоял членом Московского автомобильного общества, участвовал в одном из первых автопробегов Москва-Ярославль-Москва (1913); стал одним из лидеров гонки.
В 1915 году на волне антигерманских настроений он продал «Дом Нирнзее» банкиру Дмитрию Рубинштейну за 2 млн 100 тыс. рублей и уехал из Москвы. Известность получила легенда о том, что Нирнзее якобы после революции покончил с собой в собственном знаменитом доме, бросившись с лестницы.
В действительности Нирнзее вернулся в Польшу и умер в Варшаве в 1934 году. Впервые эти подробности его биографии установлены В. А. Бессоновым.
Похоронен в Варшаве на кладбище Старые Повонзки.

## Проекты и постройки в Москве
- Постройка деревянного служебного дома К. К. Нирнзее (1899, улица Климашкина), не сохранился[Комм 1];
- Дома братьев Титовых (1900, Большая Садовая улица, 3);
- Доходный и торговый дом Фокина (1901, Гороховая улица);
- Доходный дом Товарищества Габай (1901, Ленинградский проспект, 8), не сохранился;
- Изменение фасада магазина в доме Л. С. Полякова (1902, Тверская улица), не сохранился;
- Доходный дом (1902, Пятницкая улица, 9/28);
- Перестройка главного дома и возведение жилых и хозяйственных построек во владении Г. Е. Кузнецова (1902, улица Климашкина, 1), не сохранился;
- Доходный дом (1903, Новослободская улица, 14);
- Проект доходного дома Я. М. Филатова (1903, Николоямская улица, 31), не осуществлён;
- Пристройка и изменение фасада особняка А. В. Сиротинина (1903—1904, Кривоарбатский переулок, 13), не сохранился;
- Доходный дом Е. И. Курникова (1904, Первая Тверская-Ямская улица, 32), разрушен в 1977 году; декор фасада в основном воссоздан на построенном в 1999 году здании;
- Перестройка и надстройка дома Я. М. Филатова (1904, Остоженка, 3/14, левая часть), выявленный объект культурного наследия[11];
- Доходный дом К. К. Нирнзее (1905, улица Климашкина, 7/11), практически разрушен к лету 2009 года[12];
- Доходный дом Е. Е. Привалова с хозяйственной пристройкой (1908, Садовническая улица, 9, стр. 1, 2, 3, 4), ценный градоформирующий объект[11]. 16 января 2015 года застройщик снёс исторические здания, кроме фасада стр. 1, несмотря на то, что здания являются выявленными объектами культурного наследия Федерального значения и охраняются государством.[13]
- Доходный дом (1908, Четвёртая Тверская-Ямская улица, 12, стр. 1)[11];
- Доходный дом (1919, Ермолаевский переулок, 25);
- Доходный дом М. Е. Здоровой (1919, Красная Пресня, 30);
- Доходные дома (1900-е, Земляной вал, 5, 7);
- Доходный дом М. А. Светловой (1910, Ермолаевский переулок, 10/7 — Малый Патриарший переулок, 7/10), перестроен в 1938—1940 годах[11];
- Доходный дом (1910, Тетеринский переулок, 29);
- Доходный дом (1910, Селезнёвская улица, 6), не сохранился;
- Доходный дом Я. И. Климова (1910—1913, Земляной вал, 66/20);
- Доходный дом Е. К. Калиновской (1911, Четвёртая Тверская-Ямская улица, 5), майоликовый наличник по эскизам художника А. Я. Головина;
- Доходный дом З. И. Золотарской (1911, Новослободская улица, 33);
- Доходный дом Э. К. Нирнзее (1911, Трёхпрудный переулок, 5/15);
- Доходный дом А. В. Лобозева (1911—1912, Оружейный переулок, 43, стр. 1), выявленный объект культурного наследия[11];
- Доходный дом Н. Ф. Капырина (1911—1912, Первая Тверская-Ямская улица, 16);
- Доходные дома А. А. Волоцкой (1911—1913, Большой Козихинский переулок, 28-30);
- Доходный дом И. В. Борисова (1911—1917, Четвёртая Тверская-Ямская улица, 14, стр. 1, 2);
- Доходный дом И. В. Борисова, при участии инженера В. А. Гашинского (1912, Четвёртая Тверская-Ямская улица, 14, строение во дворе)[14];
- Дом дешёвых квартир Э. К. Нирнзее (1912, Большой Гнездниковский переулок, 10); панно по эскизам художника А. Я. Головина; объект культурного наследия регионального значения[11];
- Доходный дом И. В. Борисова (1912, Кривоарбатский переулок, 3);
- Перестройка существующего и постройка нового доходного дома К. К. Нирнзее (1912, улица Климашкина, 7/11);
- Доходный дом (1912 (?), Трёхпрудный переулок, 6), перестроен;
- Доходные дома А. А. Волоцкой (1912—1913, Трёхпрудный переулок, 11-13);
- Доходный дом М. Г. Здорова (1912—1913, Малый Казённый переулок, 16);
- Доходный дом М. И. Бабанина (1912—1913, Климентовский переулок, 6), объект культурного наследия регионального значения[11];
- Доходный дом А. Д. Чернятина (1912—1914, улица Щепкина, 47, левое здание);
- Доходный дом (1913, Четвёртая Тверская-Ямская улица, 24), ценный градоформирующий объект[11];
- Доходный дом А. В. Лобзева (1913, Маросейка, 13, стр. 3), ценный градоформирующий объект[11];
- Проект собственного доходного дома (1913), не осуществлён.

## Комментарии
1. ↑  Здесь и далее проекты и постройки даны по М. В. Нащокиной, с необходимыми дополнениями и уточнениями.